# Leyla: Hayat... Aşk... Adalet...
Leyla: Hayat... Aşk... Adalet... (no Brasil: Leyla) é uma telenovela turca produzida pela Ay Yapım e exibida pela NOW desde o dia 11 de setembro de 2024. A trama é desenvolvida por Gökhan Horzum e dirigida por Hilal Saral. A produção é protagonizada por Cemre Baysel e Alperen Duymaz e conta com a participação de Gonca Vuslateri, Yiğit Kirazcı e  Halil İbrahim Ceyhan. O folhetim é uma adaptação da telenovela brasileira Avenida Brasil de 2012.
A Madd Entertainment, uma joint venture criada pelas produtoras Med Yapım e Ay Yapım, é responsável pela distribuição internacional da produção.

## Enredo
A vida da jovem Leyla desmorona quando seu pai, Hilmi, se casa com Nur, a bela jovem que outrora cuidou de sua falecida mãe. Cego de amor, Hilmi não consegue ver o tormento que a nova madrasta de Leyla lhe inflige, transformando sua casa em um pesadelo. Tragicamente, Hilmi percebe tarde demais que Nur não é quem aparenta ser e paga por seu erro com a própria vida. Sem teto e sozinha, Leyla jura vingança contra a mulher que destruiu sua família e roubou sua vida.
Anos depois, Leyla retorna com a nova identidade de Ela, uma talentosa chef contratada por Nur, que agora vive no luxo com seu novo parceiro, o ex-astro do futebol Tufo. Mas as coisas se complicam quando Cino, o amor de infância de Leyla, reaparece em sua vida como Civan, filho adotivo de Nur. À medida que a sede de vingança de Leyla colide com seus sentimentos renovados por Civan, segredos de família há muito tempo enterrados vêm à tona, forçando todos a confrontar o seu passado.

## Elenco

### Personagens principais
| Ator / Atriz    | Personagem                | Temp      | Temp      |           |
| Ator / Atriz    | Personagem                | 1         | 2         |           |
| --------------- | ------------------------- | --------- | --------- | --------- |
| Cemre Baysel    | Leyla Yılmaz / Ela Karaca | Principal | Principal | Principal |
| Gonca Vuslateri | Nurgül "Nur" Yıldız       | Principal | Principal | Principal |
| Yiğit Kirazcı   | Mehmet Ali "Mali" Ertaş   | Principal | Principal | Principal |
| Berk Bakioğlu   | Eren Yıldırım             | Principal | Principal | Principal |
| Selçuk Yöntem   | Vedat Köroğlu             | Principal | Principal | Principal |
| Tuğrul Tülek    | Suat Köroğlu              | Principal | Principal | Principal |
| Aslı Orcan      | Firdevs Köroğlu           | Principal | Principal | Principal |
| Burcu Cavrar    | Dilara Köroğlu            | Principal | Principal | Principal |
| Gülper Özdemir  | Ahsen Köroğlu Demir       | Principal | Principal | Principal |
| Emre Taşkıran   | Murat Demir               | Principal | Principal | Principal |

### Personagens finalizados
| Alperen Duymaz       | Civan Yıldız           | Principal  | Principal  | Principal |
| Halil İbrahim Ceyhan | Tufan "Tufo" Yıldız    | Principal  | Principal  | Principal |
| Gamze Karaduman      | Ferda Yıldız Ertaş     | Principal  | Principal  | Principal |
| Buse Sinem İren      | Ferda Yıldız Ertaş     | Principal  | Principal  | Principal |
| Meltem Baytok        | Hatice Yıldız          | Principal  | Principal  | Principal |
| Cengiz Bozkurt       | Selman Yıldız          | Principal  | Principal  | Principal |
| Meryem Mina Göktaş   | İpek Yıldız            | Principal  | Principal  | Principal |
| Zeyno Eracar         | Güzide "Kader" Ertaş   | Principal  | Principal  | Principal |
| Mustafa Avkıran      | Necmeddin "Neco" Ertaş | Principal  | Principal  | Principal |
| Dilara Aksüyek       | Serap Çimen            | Principal  | Principal  | Principal |
| Melisa Duru Ünal     | Leyla (criança)        | Principal  | Principal  | Principal |
| Ayaz Gülşen          | Cino / Civan (criança) | Principal  | Principal  | Principal |
| Yasin Yamanol        | Kürşat (criança)       | Secundário | Secundário |           |
| Murat Serezli        | Melih Ersoy            | Secundário | Secundário |           |
| Seda Güven           | Arzu Ersoy             | Secundário | Secundário |           |
| Berfin Ant           | Ceren Ersoy            | Secundário | Secundário |           |
| Hande Subaşı         | Tuana                  | Secundário | Secundário |           |
| Meltem Pamirtan      | Sema Karaca            | Secundário | Secundário |           |
| Lilya İrem Salman    | Fidan                  | Secundário | Secundário |           |
| Yiğit Oruçoğlu       | Kürşat                 | Secundário | Secundário |           |
| Levent Meşe          | Yılmaz                 | Secundário | Secundário |           |

### Participação especial
| Ator / Atriz      | Personagem      | Episódio |
| ----------------- | --------------- | -------- |
| Uğur Aslan        | Hilmi Yılmaz    | 1, 6, 25 |
| Eylül Uğuz        | Nur (criança)   | 11-25    |
| Mustafa Can Savaş | Mali (criança)  | 17       |
| Günay Karacaoğlu  | Nermin          | 18-23    |
| Ilgın Çakır       | Umay            | 33-35    |
| Veda Yurtsever    | Handan Yıldırım | 35       |

## Produção
No dia 17 de outubro de 2023, foi anunciado que a TV Globo havia vendido os direitos de adaptação da novela Avenida Brasil para a produtora turca Ay Yapım, responsável por sucessos já conhecidos no Brasil como Amor Proibido, Fatmagül, Amor Sem Fim e Yargı: Segredos de Família, para produzir a primeira adaptação internacional da produção. A parceria inédita permite que a Ay Yapım faça algumas alterações, desde que se mantenham fiéis ao enredo principal da série. Os Estúdios Globo estão presentes como consultores.
No dia 19 de maio de 2024, foi anunciado que a diretora Hilal Saral foi escolhida para dirigir a série. As filmagens da produção começaram no dia 21 de julho. Em 16 de agosto, foi lançado o primeiro trailer da série, no qual podem ser vistas semelhanças com a versão original. No dia 17 de setembro, foi anunciado que o músico e compositor Toygar Işıklı (responsável pelas músicas das produções da Ay Yapım) estava encarregado da trilha sonora da obra. A série teve como títulos provisórios Hayat Hırsızı (Ladrão de Vidas) depois, apenas Leyla, esta última usada apenas para distribuição internacional. Mais tarde, ficou definido que o título oficial seria Leyla: Hayat... Aşk... Adalet... (Leyla: Vida... Amor... Justiça...).
Apesar do sucesso no começo, o remake começou a sofrer aos poucos com a queda de audiência e publicidade com a chegada de novas séries no seu dia de exibição, causando também inúmeros cortes no orçamento, dando início a alguns boatos de cancelamento e não renovação para uma segunda temporada, encerrando na data prevista para 18 de junho de 2025. Além disso, algumas mudanças como o fato do personagem Civan, equivalente ao Jorginho (Cauã Reymond), sofrer uma perda de memória, acabou desagradando o público, já que na versão brasileira, não houve a existência dessa parte no roteiro. Depois da morte do personagem Civan na série, o folhetim tem um salto de tempo com apenas os personagens Leyla, Nur e Mali permanecendo e com a inclusão de novos personagens na produção, visando aumentar a audiência e garantir a renovação para a segunda temporada.
No dia 2 de junho de 2025, foi revelado que a série mudaria seu dia de exibição das quartas para os domingos.

## Temporadas
| Temporada | Temporada | Episódios | Número de episódios | Exibição original      | Exibição original   |
| Temporada | Temporada | Episódios | Número de episódios | Início                 | Final               |
| --------- | --------- | --------- | ------------------- | ---------------------- | ------------------- |
|           | 1         | 38        | 1 - 38              | 11 de setembro de 2024 | 29 de junho de 2025 |
|           | 2         |           | 39 -                |                        |                     |

## Exibição no Brasil
No Brasil, a série será exibida pelo Globoplay Novelas no segundo semestre de 2025.